# Мирный (Гулькевичский район)
Мирный — посёлок в Гулькевичском районе Краснодарского края России. Входит в состав сельского поселения Кубань.

## География

### Улицы
- ул. Вишнёвая,
- ул. Красная,
- ул. Луговая,
- ул. Мира,
- ул. Овражная,
- ул. Октябрьская,
- ул. Полевая,
- ул. Садовая,
- ул. Юбилейная[4].

## Население
| 2002 | 2010 |
| ---- | ---- |
| 550  | ↘502 |